# Ihavandhippolhu
Ihavandhippolhu är en atoll i Maldiverna. Den ligger i den norra delen av landet, mellan 310 och 330 km norr om huvudstaden Malé.
Den består av 23 öar, varav fem är bebodda:  Hoarafushi, Ihavandhoo, Mulhadhoo, Thurakunu och Uligamu. Den tillhör administrativa Haa Alif.
Savannklimat råder i trakten. Årsmedeltemperaturen i trakten är 25 °C. Den varmaste månaden är mars, då medeltemperaturen är 27 °C, och den kallaste är juli, med 26 °C. Genomsnittlig årsnederbörd är 1 672 millimeter. Den regnigaste månaden är augusti, med i genomsnitt 297 mm nederbörd, och den torraste är januari, med 33 mm nederbörd.